# Task Force 373
Task Force 373 er en amerikansk eliteenhed, der blandt andet består af soldater fra US Navy Seals og Delta Force. Enheden og dens operationer blev kendt igennem Den afghanske krigsdagbog, der blev offentliggjort på Wikileaks 25. juli 2010. 
Task Force 373 er oprettet for at finde og dræbe højtstående medlemmer af Taleban og Al-Qaeda.